# Улица Габдуллы Тукая (Казань)
Улица Габдуллы Тукая (тат. Габдулла Тукай урамы) — магистральная улица, расположенная в Вахитовском и Приволжском районах Казани, названная в честь поэта Габдуллы Тукая.

## География
Улица Габдуллы Тукая начинается от улицы Бурхана Шахиди (бывшей улицы Ухтомского) в районе Центрального рынка, идёт на юго-восток, пересекая улицы Галиаскара Камала, Худякова, Парижской Коммуны, Татарстан, Зайни Султана, Фатыха Карима (Юнусовская площадь), Сафьян, Ахтямова, КСКа, Салиха Сайдашева, Сары Садыковой, Братьев Петряевых (площадь Вахитова), Ватутина и заканчивается пересечением с улицей Тимер Юл в районе ТЭЦ-1. Параллельно улице Габдуллы Тукая расположены улицы Нариманова и Сары Садыковой (западнее), а также улицы Московская, Каюма Насыри и Шигабутдина Марджани (восточнее). Ранее пересекалась с улицами Болгар, Беренче, Икенче, Ученче и Дюртенче (последние четыре ныне не существуют).

## Административная принадлежность
В дореволюционное время и в первые годы советской власти улица административно относилась ко 2-й и 5-й частям города. После введения в городе деления на административные районы входила в состав Сталинского (1935–1942), Сталинского и Дзержинского (1942–1956), Приволжского и Бауманского (1956–1994) и Приволжского и Вахитовского (с 1994) районов.

## История
К XVII веку из селения служилых татар за Булаком и Кабаном образуется Старо-Татарская слобода Казани, в застройке которой (во внешнем оформлении и внутренней планировке) преобладали черты татарского зодчества. Её центром стала дорога от Большой Варлаамовской улицы до села Плетени, разделённая Евангелистовской улицей (ныне улица Татарстан) на две улицы: Екатерининскую, получившую название от находившейся здесь приходской церкви великомученицы Екатерины, и Тихвинскую, названную в честь приходской церкви Тихвинской иконы Божией Матери. До революции на этих улицах селилось купечество, промышленники, духовенство. После революции улицы Екатерининская, Тихвинская и Поповка были объединены и названы Тукаевской улицей. В 1986 году, во время празднования 100-летней годовщины рождения поэта, она была переименована в улицу Габдуллы Тукая.

## Объекты улицы

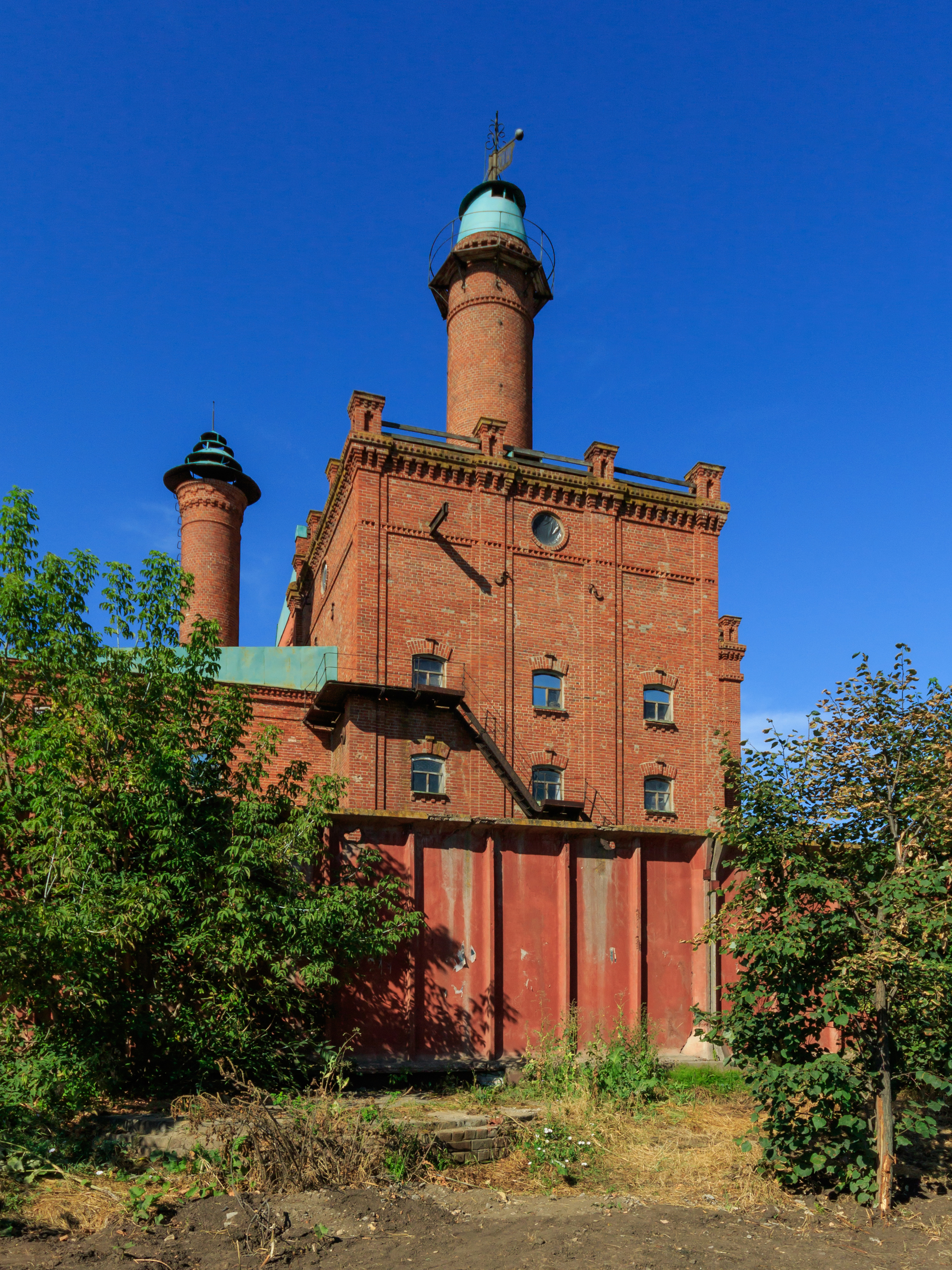
Пивоваренный завод Петцольда

Юнусовская площадь и дом Шамиля

Вид на южную часть улицы с Юнусовской площади

Новая застройка (дома 90 и 88)

- № 1 — жилой дом (2-я половина XIX века).[18]
- № 2 — дом П. М. Сушенцова (2-я половина XIX века, снесён).[18] Ныне этот адрес имеет один из корпусов торгового дома «Муравейник».
- № 3 — здание медресе «Усмания»[тат.] (1867 год, воссоздано).[18]
- № 5 — дом М. Фазлыя (2-я половина XIX века).[18]
- № 7/20 — дом[тат.], в котором в сентябре 1833 года проездом в город Оренбург остановился Александр Пушкин.[18]
- № 7а — жилой дом (2-я половина XIX века, снесён).[18]
- № 8 — дом И. Ю. Арсеева (конец XIX века, снесён).[18]
- № 10 — флигель И. Баязитова (1869, снесён).[18]
- № 12/22 — дом Р. К. Санникова – И. Баязитова (1854, арх. А. Песке, снесён).[18]
- № 14 — жилой дом (2-я половина XIX века, снесён).[18]
- № 14/15 — Султановская мечеть.
- № 15 — жилой дом (2-я половина XIX века, снесён).[18]
- № 16 — дом Шакир-солдата (1893).
- № 17 — жилой дом (2-я половина XIX века, снесён).[18]
- № 26а — дом Б. Камалетдиновой – Г. Галеева (конец XIX века).[18]
- № 26б — дом Еникеевых – Г. Галеева (конец XIX века).[18]
- № 31 — дом Сабитова (2-я половина XIX века).[19] В этом доме (кв. 3) жил директор Татиздата Вали Шафигуллин.[20]
- № 32 — жилой дом (2-я половина XIX века, снесён).[18]
- № 34 — здание медресе «Мухаммадия». (1882-1901). До 1918 года в здании размещалось медресе «Мухаммадия», в советское время — учреждения среднего и среднего профессионального образования. Заново открыто в 1993 году.
- № 37/20 — здание типографии Каримовых.
- № 38 — дом М. И. Галеева (2-я половина XIX века, арх. П. Романов).[18] Дом был построен для купца Мухаметзяна Галеева[тат.]; в нём проживала его семья, в том числе религиозные деятели Галимзян и Салихзян[тат.] Галеевы (Баруди).
- № 39/25 — здание межвузовского вычислительного центра (1968, архитектор М. Х. Агишев).[21] Ныне занято Казанским институтом предпринимательства и права
- № 39/20 — высотный корпус швейной фабрики № 3 (1987, арх. Г. Бакулин[тат.]).[22]
- № 40/22 — Галеевская мечеть.
- № 58 — дом А. Ю. Чукина (1860, арх. П. Жуковский, снесён).[18]
- № 59/11 — дом Беркутова (начало XX века).[23]
- № 62 — дом Н. Айтуганова (1861, арх. П. Жуковский).[18]
- № 63 — дом Г.-Ш. Апакова, в котором располагались редакции журналов «Аль-Ислах»[тат.] и «Ялт-Йолт».[24]
- № 64 — кинотеатр имени Тукая («Чаткы», снесён).[25]
- № 65а — жилой дом Казанского винзавода.[26]
- № 67/14 — дом И. Г. Юнусова – Б. К. Апанаева (1-я половина XIX века, перестраивался, в 1848, 1861, 1961 годах и в конце XIX века).[18] В этом здании расположена поликлиника № 7.
- № 71 — дом С. Ш. Алкина (начало XX века).[18]
- № 72 — дом С. Бахтеева (1903-1906).[18]
- № 73д — дом Я. Я. Бутягина, здание Татарской учительской школы (конец XVIII века – начало XIX века).[18] Ныне занято медико-фармацевтическим колледжем Казанского государственного медицинского университета.
- № 74 — дом Шамиля (1903, арх. Ф. Амлонг, Г. Руш).[18] В этом доме находится литературный музей Габдуллы Тукая.
- № 74а — здание детского сада химкомбината им. Вахитова (1962).[27]
- № 75 — жилой дом (2-я половина XIX века).[18]
- № 77 — дом З. Сагадеева (1896).[18]
- № 78 — жилой дом (2-я половина XIX века, снесён).[18]
- № 79/8 — дом, в котором родился революционер Хусаин Ямашев (1874, снесён).[18]
- № 80 — жилой дом (2-я половина XIX века).[18] В этом доме проживал народный комиссар здравоохранения Татарской АССР Фатых Мухамедьяров.[28]
- № 81/9, 83, 85, 87 — усадьба Юнусовых.
- № 82 — дом А. А. Утямышева (1-я половина XIX века).[18] В этот дом планировалось перенести из Уфы заседания Миллят Меджлиси[тат.] – национального собрания мусульман тюрко-татар Внутренней России и Сибири.[29]
- № 84 — дом Б. А. Апанаева (2-я половина XIX века).[18]
- № 86 — дом Б. Ф. Сабитовой (1884, архитектор П. Романов).[18]
- № 89 — здание мусульманского детского приюта братьев Юсуповых (1-я половина XIX века, перестроен в 1872).[18]
- № 91 — здание дома культуры меховщиков (1935-1937, арх. И. Гайнутдинов, Д. Тихонов, И. Чернядьев)[30]. Помещения бывшего ДК Меховщиков сдаются в аренду под ресторан, магазины и офисы. 1 июля 2012 года здесь также открывается лофт площадью 300 м² для организации выставок, презентаций искусства[31].
- № 92 — дом Кашаева (2-я половина XIX века).[18]
- № 94 — жилой дом (2-я треть XIX века).[18]
- №№ 95, 97а — комплекс зданий пивоваренного завода Петцольда (конец XIX века – начало XX века).[18]
- № 102 — жилой дом химкомбината имени Вахитова.[32]
- № 106 — дом М. А. Юнусова (1898, арх. Г. Руш, снесён).[18]
- № 106а — жилой дом АО «Нэфис».[33]
- № 108 — флигель М. А. Юнусова (конец XIX века).[18]
- № 111 — жилой дом химкомбината имени Вахитова (снесён).[34]
- № 113 — здание фабрично-торгового товарищества «Братья Крестовниковы» (начало XX века).[18]
- № 114/1 ― здание школы фабрично-заводского ученичества имени Сталина (1930-е годы).[30] Ныне занято колледжем малого бизнеса и предпринимательства
- № 115 ― здание фабрики «Татмебель».[35] Ныне занято ТЦ «Центральный дом мебели».
- № 117 (ранее 135/Дюртенче, 1) — здание клуба Казанского энергокомбината.[36]
- № 125 — Казанская ТЭЦ-1.
- № 126 — дом Крестовниковых (конец XIX века).[18]
- № 152 ― главные офисы ГК «Нэфис» и ОАО «Нэфис Косметикс».

## Транспорт
Почти по всей протяжённости улицы проходят маршруты городского общественного транспорта; на ней расположены остановки «Худякова» (автобус), Юнусовская площадь (трамвай, автобус), «Ахтямова» (трамвай), «Сайдашева» (трамвай), на которых останавливаются маршруты трамвая № 2 (с 2013 года, экскурсионный), № 3 (с 1890-х, с перерывами в 1990-х, и 2015–2022 гг.), № 5 (1934–2008, вновь с 2012), № 5а (с 2020) и автобусные маршруты № № 5, 10, 10а, 23, 25, 53, 56, 68, 72, 74 и 77. Перекрёсток улиц Тукая и Татарстан был известен тем, что в 1930-х годов по 2013 год на нём имелось т.н. «полное пересечение трамвайных путей» — трамваи расходились от перекрёстка на 6 направлений.
Трамвайное движение по улице (участок между современными улицами Татарстан и Братьев Петряевых) было открыто в 1890-е годы с Екатерининской линии конно-железной дороги, позже преобразованной в электрический трамвай; Екатерининская линия в годы Гражданской войны была объединена с Грузинской в Грузинско-Екатерининскую линию; в 1922 году линия стала маршрутом № 3. В 1934 году трамвайная линия была проложена на участке улицы от её начала до улицы Татарстан; в 1935—1959 годах трамвай начал проходить по участку между улицами Братьев Петряевых и Тимер юл. Таким образом, в 1935—1959 годах трамвай проходил по всей протяжённости улицы.
В разное время через улицу ходили трамвайные маршруты № 8 (1940–195?, 1963-2005), № 10 (1959–196?), № 12 (2002–2008), № 20 и № 21 (оба 1999–2008), № 22 (2006–2008) и № 23 (2002–2003).

### Комментарии
1. ↑  название на татарском языке — Екатирински урам[14]
2. ↑  название на татарском языке — Тихвински урам[15]